# Décès en 1275
Décès
- 1271
- 1272
- 1273
- 1274
- 1275
- 1276
- 1277
- 1278
- 1279

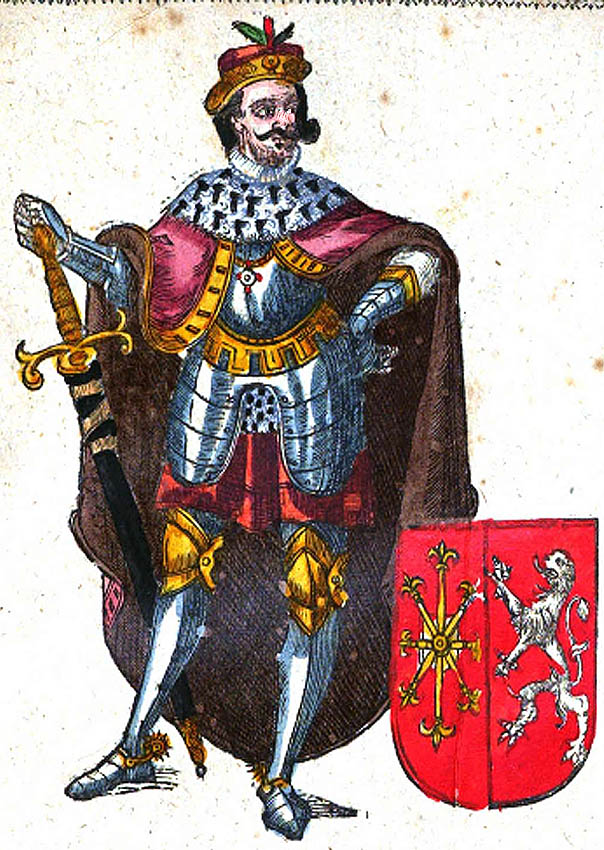
Thierry VI de Clèves, mort en 1275.

Cette page dresse une liste de personnalités mortes au cours de l'année 1275 :
- 11 février : Fujiwara no Chōshi, impératrice consort du Japon.
- 12 février : Pribislav Ier de Mecklembourg-Parchim, seigneur de Parchim-Richenberg, membre de la maison de Meklembourg.
- 26 février : Marguerite d'Angleterre, princesse anglaise.
- 24 mars : Béatrice d'Angleterre, fille du roi Henri III d'Angleterre, duchesse de Bretagne après son mariage avec le duc Jean II de Bretagne.
- 31 mars : Pierre de Mincy, évêque de Chartres.
- 20 avril : Aliénor d'Angleterre, princesse anglaise.
- mai : Giovanni Visconti de Gallura, juge de  Gallura.
- 21 mai : Cécile des Baux, comtesse, puis régente du comté de Savoie.
- 27 mai : Fujiwara no Tameie, poète japonais.
- 29 mai : Sophie de Thuringe, duchesse de Brabant et de Lothier.
- août : Jia Sidao, premier ministre de la Dynastie Song du Sud de Chine.
- 10 juin : Sicard Alaman, chevalier languedocien, successivement gérant des domaines du Comte de Toulouse Raymond VII, Régent du Comté de Toulouse de septembre 1249 à la majorité de la Comtesse Jeanne et durant son départ à la huitième croisade.
- 3 juillet : Kujō Tadaie, régent kampaku et sessho.
- 10 juillet : Raimond Centullion, évêque d'Apt.
- 24 septembre: Humphrey de Bohun, 2e comte de Hereford et 1er comte d'Essex.
- 10 novembre: Guillaume de Roquefeuil, lieutenant-gouverneur, et ambassadeur du roi Jacques Ier d'Aragon.

- Bohémond VI d'Antioche, comte de Tripoli (1251-1275) et prince d'Antioche.
- Marguerite de Bar, comtesse de Luxembourg.
- Marie de Brienne, impératrice de Constantinople.
- Thierry VI de Clèves, ou Thierry de Misnie, comte de Clèves.
- Amicie de Courtenay, noble française, membre d'une maison capétienne de Courtenay.
- Raymond de Peñafort, frère prêcheur (dominicain).
- Alan Durward, régent d'Écosse pendant le début de la minorité d'Alexandre III.
- Eudes Rigaud, archevêque de Rouen.
- Ferdinand de la Cerda, infant, prince héritier de Castille et León.
- Jean de Tolède, cardinal anglais, membre de l'ordre des cisterciens.
- Julien Granier, seigneur de Sidon.
- Sanche d'Aragon, prince d'Aragon, devenu religieux de l'ordre de la Merci et considéré comme bienheureux par l'Église catholique.

## Crédit d'auteurs
- Cet article est partiellement ou en totalité issu de l'article intitulé « 1275 » (voir la liste des auteurs).